# August von Bomsdorff
August Georg Ferdinand von Bomsdorff (né le 18 septembre 1842 à Charlottenbourg et mort le 10 septembre 1912 à Großtabarz) est un général d'infanterie prussien.

## Biographie

### Origine
Il est le fils du major prussien Wilhelm von Bomsdorff (de). La famille est la première famille noble mentionnée dans le margraviat de Basse-Lusace.

### Carrière militaire
Bomsdorff étudie dans le corps des cadets et est ensuite transféré en juillet 1860 au régiment de fusiliers de la Garde de l'armée prussienne en tant que sous-lieutenant. À la mi-juin 1867, il est promu premier lieutenant et, en 1868/70, il est adjudant de la 37e brigade d'infanterie. Entre-temps, il est muté le 21 novembre 1869 dans le 1er régiment à pied de la Garde. Avec cette unité, Bomsdorff participe à la guerre contre la France en 1870/71 en tant que capitaine et commandant de compagnie et reçoit la croix de fer de 2e classe pour ses actions.
Après la signature de la paix, il est transféré le 5 janvier 1875 au Grand État-Major général. Bomsdorff est alors actif dans l'état-major général du Corps de la Garde de fin octobre 1875 à mi-mai 1882. Il est ensuite affecté à l'état-major général du 15e corps d'armée. Le 23 novembre 1882, il reçoit l'ordre de servir comme adjudant d'aile de l'empereur Guillaume Ier. Bomsdorff est promu lieutenant-colonel le 1er janvier 1883. out en restant à son commandement, il est transféré le 23 septembre 1884 à l'état-major général de l'armée et nommé chef d'état-major général du 10e corps d'armée. Tout en restant à ce poste, Bomsdorff est nommé le 13 juillet 1888 commandant du 26e régiment d'infanterie à Magdebourg. Promu simultanément au grade de général de division, il commande à partir du 27 janvier 1890 et pour trois ans la 25e brigade d'infanterie à Münster. Le 27 janvier 1893, Bomsdorff se voit confier la direction de la 13e division d'infanterie également stationné à Münster. Parallèlement à sa promotion au grade de lieutenant général, il est nommé le 18 avril 1893 commandant de cette division. Dès le 10 juillet 1893, Bomsdorff est libéré de ce commandement, transféré à Berlin et nommé commandant de la 2e division de la Garde.
Le 27 janvier 1897, Bomsdorff est transféré à Posen où il est d'abord chargé du commandement du 5e corps d'armée. Tout en étant promu général d'infanterie, il est nommé général commandant le 17 avril 1897. Du 4 avril au 16 octobre 1899, Bomsdorff est en poste à Hanovre au sein du 10e corps d'armée. Enfin, il exerce ensuite les fonctions de gouverneur de Berlin. En accord avec sa demande de départ, Bomsdorff fut mis à disposition avec pension le 2 mai 1901, avec nomination au poste de chef du 26e régiment d'infanterie,.
Bomsdorff se marie le 26 juillet 1870 à Oldenbourg avec Amalie baronne von Berg (née en 1843).